# Dundas (Minesota)
Dundas é uma cidade localizada no estado americano de Minnesota, no Condado de Rice.

## Demografia
Segundo o censo americano de 2000, a sua população era de 547 habitantes.
Em 2006, foi estimada uma população de 833, um aumento de 286 (52.3%).

## Geografia
De acordo com o United States Census Bureau tem uma área de
4,0 km², dos quais 4,0 km² cobertos por terra e 0,0 km² cobertos por água.

## Localidades na vizinhança
O diagrama seguinte representa as localidades num raio de 20 km ao redor de Dundas.